# The Look of Love (ABC-Lied)
The Look of Love (deutsch etwa: Der Anschein von Liebe) ist ein Lied der britischen New-Wave-Band ABC aus dem Jahr 1982. Das Lied wurde von der Band geschrieben, hat einen Text von Martin Fry und wurde von Trevor Horn produziert. Es erschien auf The Lexicon of Love und wurde als dritte Single aus dem Album ausgekoppelt. Die Single konnte sich in den britischen und amerikanischen Top 20 platzieren.

## Entstehungsgeschichte
Wie bei allen Songs des Albums schrieb Fry den Text, nachdem er von seiner damaligen Freundin verlassen worden war. Die von den späteren „The Art of Noise“-Mitgliedern Trevor Horn, Anne Dudley und Gary Langan arrangierte Komposition mit ihrem „majestätischen Sound“ steht im deutlichen Gegensatz zum zynischen Text von Fry. The Look of Love (Part One), so der vollständige Name des Titels, handelt von der „Wut und Entrüstung“, die Fry wegen des Verlassenwerdens empfand und stellt, wie der vollständige Name (Part One = Teil Eins) bereits andeutet, nur einen von insgesamt vier Teilen dar.
The Look of Love (Part Two) (Teil zwei) ist die instrumentale Version, The Look of Love (Part Three) (Teil drei) ist ein „Vocal-Remix“ und The Look of Love (Part Four) (Teil vier) ist eine kurze orchestrale Version mit Streichinstrumenten, Hörnern, einer gelegentlich gezupften Harfe und einem Xylophon. Im Gegensatz zu den meisten anderen Liedern auf dem Album, wurde diese Komposition statt mit Synthesizern mit echten Streichinstrumenten eingespielt. Ein weiterer Remix von Trevor Horn erschien im selben Jahr als US-amerikanische Maxi-Single. Die Veröffentlichung fand am 14. Mai 1982 statt.
Nach der Veröffentlichung war die erste 12"-Version mit dem Remix von Trevor Horn in den USA nicht überall erhältlich. Da der Remix damals bei vielen DJs gefragt war, erschien 1985 eine ebenfalls von Trevor Horn gemischte Version als 12"-Remix des Synthie-Popsongs.
1990 erschien eine weitere Version des Liedes von ABC unter dem Titel The Look of Love (1990 Mix), das in Großbritannien Platz 68 erreichte.

## Musikvideo
Das Musikvideo wurde in einem Filmstudio gedreht. Zu sehen sind Kreidebilder auf den Gehwegen (eine Parodie auf den Film Mary Poppins), Karneval-Shows, ein Puppentheater und auch die Band ABC. Einen Gastauftritt hatten auch Trevor Horn und Paul Morley in dem Clip, allgemein ist der Clip auch als eine Hommage an den Film Ein Amerikaner in Paris zu verstehen.

## Rezeption
Mike De Gagne von Allmusic beschreibt das Lied als „den perfekten Song, mit dem ABC ihren makellosen Sound bekanntmachten“.

### Chartplatzierungen
| ChartsChartplatzierungen       | Höchstplatzierung | Wochen |
| ------------------------------ | ----------------- | ------ |
| Deutschland (GfK)              | 36 (15 Wo.)       | 15     |
| Vereinigte Staaten (Billboard) | 18 (25 Wo.)       | 25     |
| Vereinigtes Königreich (OCC)   | 4 (14 Wo.)        | 14     |

| ChartsChartplatzierungen     | Höchstplatzierung | Wochen |
| ---------------------------- | ----------------- | ------ |
| Deutschland (GfK)            | 31 (10 Wo.)       | 10     |
| Vereinigtes Königreich (OCC) | 68 (2 Wo.)        | 2      |

### Auszeichnungen für Musikverkäufe
| Land/Region                  | Auszeichnungen für Musikverkäufe (Land/Region, Auszeichnung, Verkäufe) | Verkäufe |
| ---------------------------- | ---------------------------------------------------------------------- | -------- |
| Kanada (MC)                  | Gold                                                                   | 50.000   |
| Vereinigtes Königreich (BPI) | Gold                                                                   | 400.000  |
| Insgesamt                    | 2× Gold ·                                                              | 450.000  |

## Coverversionen
- 1999: Ten Masked Men
- 2000: Joe Brown (Look at Me)
- 2005: Rozalla (All or Nothing)